# 윤하영 (도지사)
윤하영(尹夏榮, 1919년 - 2019년)은 미군정기와 대한민국의 관료, 기독교운동가이다. 해방 후 한국인 최초의 충청북도지사였다. 평안북도 의주 출신이다.

## 약력
- 평양신학교 졸업
- 미국 유학, 뉴저지주 프린스톤 신학원 졸업
- 조선예수교장로회 총회장
- 1945년 9월 ~ 1946년 2월 14일 미군정청 여론조사 과장
- 1946년 2월 15일 충청북도지사에 임명됨
- 1948년 8월 15일 충북 도지사에 유임됨
- 1949년 1월 국민일보가 그가 독직했다는 의혹을 보도, 판공비 용도 관련，미군 원조물자 처분내역등에 대한 의혹 기사를 계속 발표
- 1949년 1월 27일 유죄판결을 받고 구속, 도지사에서 해임됨